# Katholieke Kerk in Australië

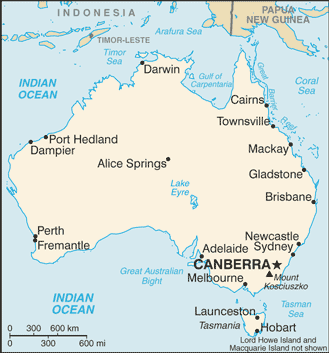
Australië

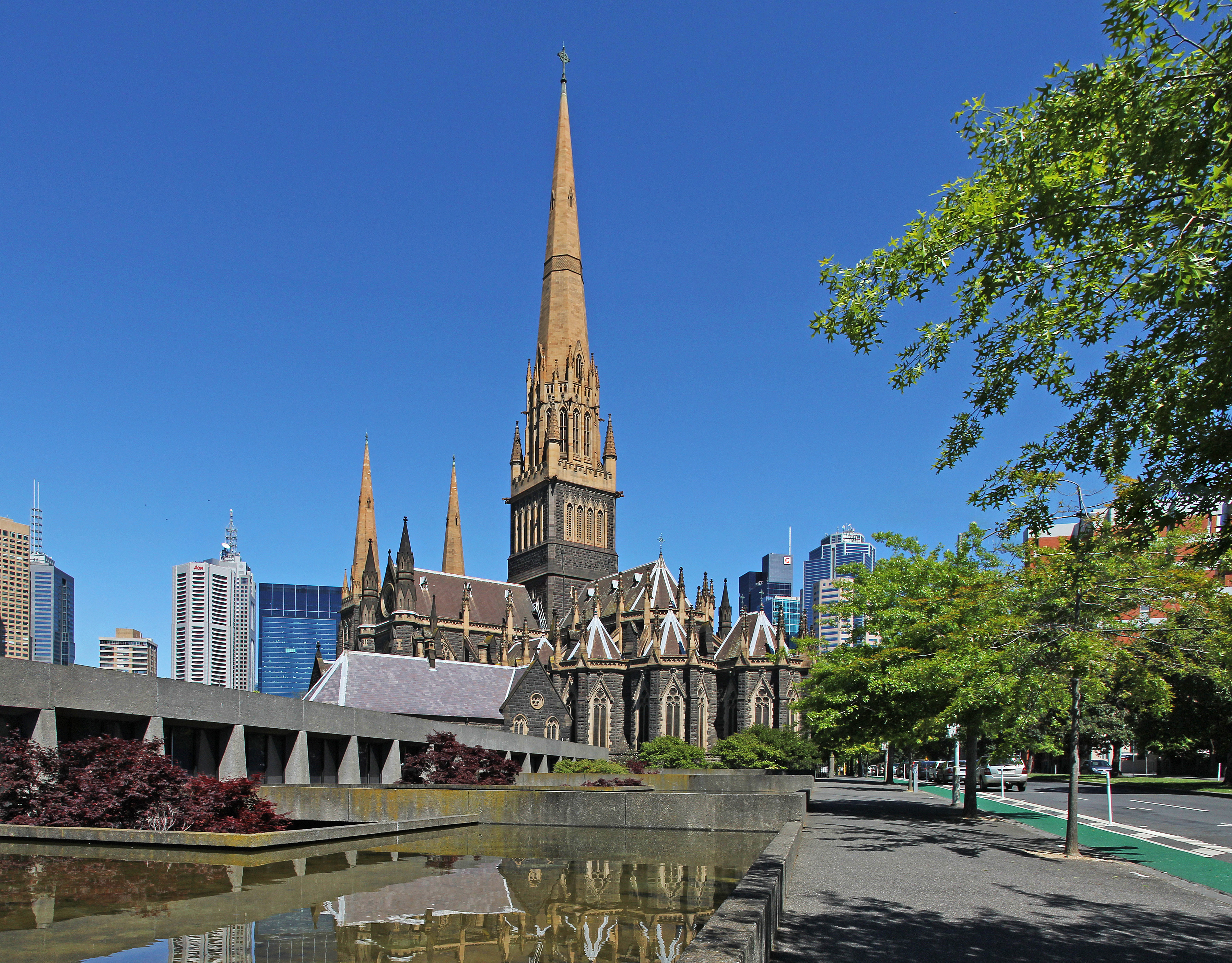
Sint Patrick kathedraal in Melbourne

De Katholieke Kerk in Australië is een onderdeel van de wereldwijde Katholieke Kerk, onder het geestelijk leiderschap van de paus en de curie in Rome.

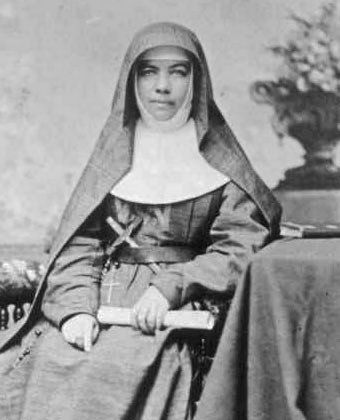
De H. Maria Mackillop (1842-1909).

Anno 2008 is 27,5 procent van de Australische bevolking katholiek (5.7054.000 van de 20.700.000 inwoners).
De Australische Kerk telt 1.390 parochies en 3.805 pastorale- of andere gespecialiseerde centra. Er zijn 65 bisschoppen en 3.125 priesters. Er zijn 244 seminaristen.
Het aantal religieuzen in Australië bedraagt 7.950. Er zijn 8.192 catechisten. In de katholieke opvoedingsstructuren zitten 736.288 leerlingen.
De Kerk beheert er 58 ziekenhuizen, 5 dispensaria, 407 tehuizen voor bejaarden of zieken, 164 weeshuizen en crèches en 480 gespecialiseerde instellingen op het vlak van vorming of heropvoeding. Er wordt gedacht dat de kerk tot één van de rijkste kerkonderdelen in de wereld behoort, met een geschat vermogen van bijna 18 miljard euro.
Apostolisch nuntius voor Australië is sinds 17 januari 2022 aartsbisschop Charles Daniel Balvo.

## Bisdommen
De Rooms-Katholieke Kerk in Australië telt vijf kerkprovincies en 32 bisdommen, waarvan zeven aartsbisdommen:
- Kerkprovincie van Adelaide: Aartsbisdom Adelaide: Bisdom Darwin, Bisdom Port Pirie
- Kerkprovincie van Brisbane: Aartsbisdom Brisbane: Bisdom Cairns, Bisdom Rockhampton, Bisdom Toowoomba, Bisdom Townsville
- Kerkprovincie van Melbourne: Aartsbisdom Melbourne: Bisdom Ballarat, Bisdom Sale, Bisdom Sandhurst
- Kerkprovincie van Perth: Aartsbisdom Perth: Bisdom Broome, Bisdom Bunbury, Bisdom Geraldton
- Kerkprovincie van Sydney: Aartsbisdom Sydney: Bisdom Armidale, Bisdom Bathurst, Bisdom Broken Bay, Bisdom Lismore, Bisdom Maitland-Newcastle, Bisdom Parramatta, Bisdom Wagga Wagga, Bisdom Wilcannia-Forbes, Bisdom Wollongong

en 3 immediata: Aartsbisdom Canberra, Aartsbisdom Hobart, Militair ordinariaat.

## Geschiedenis
Sinds 1788 waren er katholieken in de toenmalige Britse strafkolonie in Australië. In 1820 kwamen de eerste priesters aan die vanuit Londen waren benoemd. De eerste katholieken waren hoofdzakelijk Ieren van lagere sociale rang binnen een overwegend anglicaanse maatschappij. De katholieke kerk in Australië nam daardoor lang een sektarische houding aan waarbij het recht werd opgeëist om zelf onderwijs in te richten.

### Migranten
De Rooms-Katholieke Kerk in Australië heeft veel leden die van Aziatische afkomst zijn. De Chinezen, Vietnamezen en Filipino's hebben hun eigen rooms-katholieke migrantenkerken. De koepelorganisatie van Chinese migrantenkerken is de Australian Catholic Chinese Community.

### Werldjongerendagen (WJD)
In de zomer van 2008 werden de 23e Wereldjongerendagen in Sydney georganiseerd.